# Polychondritis
Die rezidivierende Polychondritis, auch Relapsing Polychondritis, Panchondritis, systematisierte Chondromalazie oder Polychondritis atrophicans genannt, ist eine sehr seltene Knorpelkrankheit rheumatischer und immunologischer Natur. Kennzeichnend für die Polychondritis sind chronisch wiederkehrende (rezidivierende) Knorpelentzündungen, durch die das Knorpelgewebe seine Festigkeit verliert, was zu Deformationen oder Versagen der Organfunktion führen kann. Das Krankheitsbild wurde 1923 von dem österreichischen Internisten Rudolf von Jaksch beschrieben und wird auch als Meyenburg-Altherr-Uehlinger-Syndrom bezeichnet.

## Häufigkeit
Die Prävalenz liegt zwischen 3,5 und 6 pro 1 Mio. Einwohner. Die Krankheit tritt gehäuft zwischen dem 4. und 6. Lebensjahrzehnt auf, es gibt allerdings auch pädiatrische Fälle. Eine leichte Prädominanz des weiblichen Geschlechts liegt aller Wahrscheinlichkeit nach vor.

## Ursachen
Die genaue Ätiologie ist unbekannt, das Syndrom wird heute jedoch den Autoimmunerkrankungen zugeordnet. Aktuelle Erklärungsmodelle gehen von einer Auslösung durch das Zusammenwirken unterschiedlicher Faktoren aus. Neben einer genetischen Suszeptibilität gibt es oft Überschneidungen mit anderen immunologischen Erkrankungen und äußere Einflussfaktoren (Traumata, Infektionen):

### Genetische Suszeptibilität
Eine genetische Suszeptibilität liegt vermutlich vor. So konnte eine Assoziation mit HLA („human leukocyte antigen“)-Klasse-2-Genen – spezifisch mit HLA-DR4 – festgestellt werden.

### Überschneidung mit anderen immunologischen Erkrankungen
Eine Assoziation mit dem myelodysplastischen Syndrom (MDS) konnte festgestellt werden. Die Prognose ist in diesem Fall schlecht. Ursächlich ist eine Deletion im X‑chromosomal vererbten UBA1-Gen, das für das E1-Enzym kodiert und das wiederum an der Ubiquitinylierung mitwirkt. Daraus resultiert das sogenannte VEXAS-Syndrom. Das Vorliegen einer RP in Kombination mit dem VEXAS-Syndrom wird als VEXAS-RP bezeichnet.

### Äußere Einflussfaktoren
Traumen (akzidentiell oder chirurgisch) und Infektionen (z. B. Hepatitis C) können ebenfalls eine Rolle bei der Entwicklung der Erkrankung spielen. Durch eine Verletzung v. a. extrazellulärer Strukturen können sowohl bekannte als auch unbekannte Antigene dem Immunsystem gegenüber exponiert werden und eine (auto)inflammatorische Reaktion auslösen.  Knorpelschädigungen als auch Infektionen können über den NLR- oder TLR-Signalweg das Inflammasom aktivieren. Es werden verschiedene Zytokine produziert, die eine breite Entzündungsreaktion zur Folge haben und oft mit der Produktion proteolytischer Enzyme und Induktion von Apoptose in Chondrozyten einhergehen. Bei der RP zeigt sich im Vergleich zu einer gesunden Kontrollgruppe deshalb ein spezifisches proinflammatorisches Zytokinprofil (MCP‑1, MIP‑1 beta und IL-8).
Zudem kann es zu einer Aktivierung des erworbenen Immunsystems kommen, die mit der Ausbildung autoreaktiver T‑ und B‑Zellen einhergeht.
Diese Autoimmunreaktion kann eine Produktion von Autoantikörpern zur Folge haben. Hierfür spricht der Nachweis von Antikörpern gegen Kollagen II, die bei etwa 33 % der an RP erkrankten Patienten nachgewiesen werden konnten, und gegen Kollagen IX, XI und gegen Matrillin‑1. Da diese Autoantikörper jedoch nicht auf die RP beschränkt sind werden sie auch bei anderen Erkrankungen wie der rheumatoiden Arthritis gefunden, weshalb die Antikörperdiagnostik bei der RP nur im Kontext differenzialdiagnostischer Überlegungen Sinn macht.

## Symptome

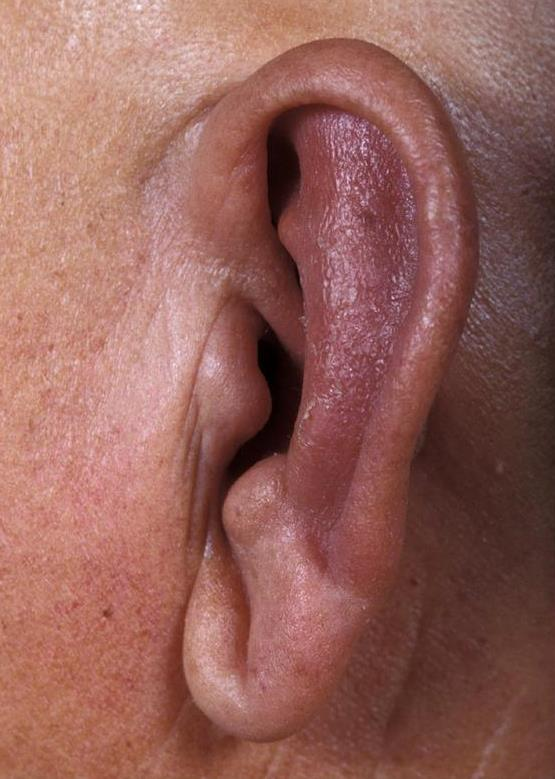
Das häufigste Symptom ist die Chondritis des Ohrknorpels. Diese ist aber nicht pathognomonisch, da sie auch bei anderen Erkrankungen auftritt.

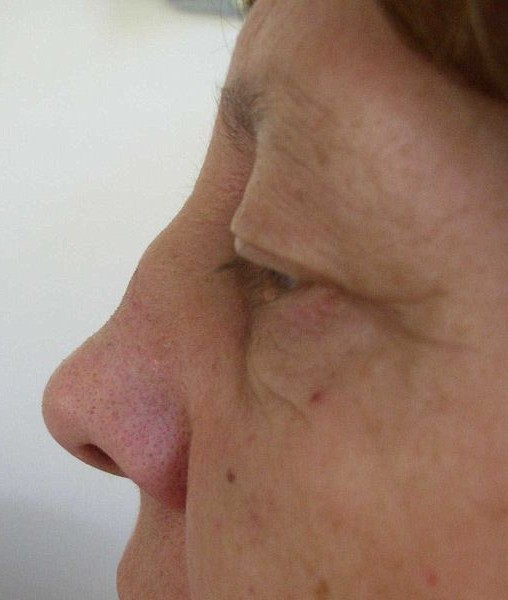
Die Sattelnase tritt neben der Polychondritis auch bei der Granulomatose mit Polyangiitis auf und muss von dieser Erkrankung zunächst abgegrenzt werden.

Die Erkrankung kann alle Körperorgane betreffen, die Knorpel enthalten. Im Vordergrund stehen jedoch Gelenkbeteiligungen mit Arthritis und die Beteiligung des Nasen- und Ohrknorpels mit rezidivierender nichtbakterieller Perichondritis, oft langfristig mit Ausbildung einer Sattelnase oder eines Blumenkohlohres. Die Beteiligung von Kehlkopf- und Luftröhrenknorpel kann zu Atemproblemen führen. Bei einigen Patienten bestehen zusätzlich oder als Erstsymptom entzündliche Augenerkrankungen (Konjunktivitis, Skleritis), zunehmende Schwerhörigkeit (Innenohrschwerhörigkeit, Schallleitungsschwerhörigkeit), Gefäßerkrankungen (Vaskulitis) und Herzklappenfehler. Unspezifische Symptome können Müdigkeit, Nachtschweiß und Gewichtsverlust sein.
| Manifestation                 | Häufigkeit in % | Symptom                                             |
| ----------------------------- | --------------- | --------------------------------------------------- |
| Chondritis des Ohrknorpels    | 75–95           | erythematös-violette Verfärbung des äußeren Ohres   |
| Chondritis des Nasenknorpels  | 44–72           | Hypogeusie, Rhinorrhoe, Sattelnase                  |
| Ophthalmologische Beteiligung | 43–65           | Episkleritis, Skleritis, Keratitis, Uveitis         |
| Arthritis                     | 33–85           | Oligoarthritis, Polyarthritis, erosive Arthropathie |
| Respiratorische Beteiligung   | 28–67           | Dyspnoe, Stridor, subglottische Stenose             |
| Kardiovaskuläre Beteiligung   | 6–27            | Mitralklappeninsuffizienz, Aorteninsuffizienz       |
| Hautbeteiligung               | 6–38            | Aphthose, Purpura, distale Nekrose                  |
| VEXAS-RP                      | 7,6             | MDS                                                 |

### Subtypen
In einer 2020 publizierten prospektiven Studie mit 73 Patientinnen und Patienten mit RP wurden mithilfe der latenten Klassenanalyse drei klinische Untergruppen identifiziert, zwischen denen es keine signifikanten Unterschiede in Bezug auf Geschlecht, Ethnizität oder Behandlungsstrategien gab.
- Typ-1-RP (14 %): Ohrchondritis (100 %), Tracheomalazie (100 %), Sattelnasendeformität (90 %) und subglottische Stenose (80 %). Zeit bis zur Diagnosestellung (etwa 1 Jahr). Höchste Krankheitsaktivität und die größte Häufigkeit von Einweisungen auf die Intensivstation und Tracheostomie.
- Die Typ-2-RP (29 %): Tracheomalazie (100 %) und Bronchomalazie (52 %) ohne Sattelnasendeformität oder subglottische Stenose. Längste Zeit bis zur Diagnosestellung (10 Jahre). Höchster Prozentsatz an Arbeitsunfähigkeit.
- Die Typ-3-RP (58 %): Tenosynovitis/Synovitis (60 %) und Ohrchondritis (55 %).

## Prognose
Die Prognose hängt vom Stadium der Erkrankung zum Zeitpunkt der Diagnose ab. Gegenwärtige Auswertungen kommen bei einer 10-Jahres-Überlebensrate auf 90 %.

## Diagnostik
- Rheumatologische Untersuchung mit Bestimmung der Entzündungsparameter im Blut, Rheumafaktoren, antinukleäre Antikörper, IgG-Autoantikörper gegen Kollagen Typ II. Für die Erkrankung spezifische Laborparameter sind jedoch nicht bekannt.
- Augenärztliche Untersuchung
- HNO-Untersuchung mit Hörtest, bei akuter Perichondritis feingewebliche Knorpeluntersuchung
- Kardiologische Untersuchung mit EKG (Herzrhythmusstörung) und Ultraschalluntersuchung (Herzklappenfehler)

## Therapie
Aufgrund der Seltenheit der Krankheit gibt es nur unzureichende Therapieerfahrungen. Es werden je nach Krankheitsaktivität und Organmanifestation verschiedene Immunsuppressiva und Biologika eingesetzt. Alle gegenwärtig eingesetzten Präparate wurden zumeist nur im Einzelfall erprobt. Im Übrigen können chirurgische Eingriffe nach Organbeteiligung erfolgen.

### Erstbehandlung
In der Akutphase des Entzündungsschubes wird Cortison eingesetzt, um die Entzündung zu stoppen und lebensbedrohliche Komplikationen zu verhindern. Antirheumatische und immunmodulatorische Medikamente ersetzen das Cortison mit zunehmendem Verlauf der Erkrankung. Die Behandlung erfolgt zunächst mit nichtsteroidalen Antirheumatika (z. B. Naproxen). Bei milden Symptomen kann Colchicin versucht werden. Erfolgt keine Besserung kann die orale Medikation mit Glucocorticoiden erfolgen.

### Immunsuppressive Behandlung
Zu den erprobten immunsuppressiven Behandlungsmethoden gehören Methotrexat, Azathioprin, Mycophenolat-Mofetil und Cyclophosphamid.

### Biologika
Weiterhin wurden Biologika erprobt: Die Wirksamkeit der Biologika bei nasalen/aurikulären Chondritiden war bei Tocilizumab am höchsten. TNF-α-Inhibitoren waren die wirksamsten Biologika bei der Arthritis (z. B. Adalimumab, Infliximab). Bei Augenbeteiligung waren Infliximab, Tocilizumab und Rituximab wirksam. Tocilizumab und TNF-Inhibitoren waren bei der Beteiligung der Atemwege wirksam.

### Chirurgische Eingriffe
Wenn bei Erkrankung des Kehlkopfknorpels die Atemwege zuschwellen, kann  eine Tracheotomie erforderlich werden. Erkrankungen der Herzklappen können einen Klappenersatz erforderlich machen. Silikonimplantate können die Nase rekonstruieren.

## Trivia

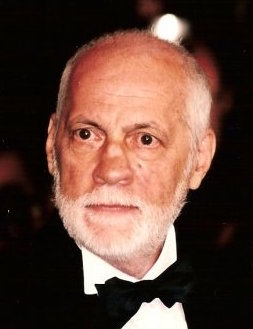
Michel Serrault litt in fortgeschrittenem Alter an einer Polychondritis. Zu beachten der Rückgang des Knorpels im Mittelteil der Nase, welche für seine letzten Auftritte charakteristisch war.

Der Schauspieler Michel Serrault starb an den Folgen einer Polychondritis.